# Calendrier suédois
Le calendrier suédois utilisé en Suède du 1er mars 1700 au 30 février 1712 était équivalent au calendrier julien mais décalé d'un jour.

## Introduction de ce calendrier
En novembre 1699, il fut décidé que la Suède commencerait à adopter le nouveau calendrier grégorien à partir de 1700.
Le processus devait réduire graduellement l'écart entre le calendrier utilisé en Suède et le calendrier grégorien d'un jour tous les 4 ans, en n'appliquant plus les 11 jours bissextiles entre 1700 et 1740, jusqu'à adopter définitivement le calendrier grégorien.
Selon ce plan, l'année 1700 qui était une année bissextile dans le calendrier julien (mais pas dans le calendrier grégorien) ne le fut pas en Suède, mais aucune réduction supplémentaire ne fut faite les années suivantes ; notamment en 1704 et en 1708 qui furent bissextiles, même en Suède.

## Abandon et retour à l'ancien calendrier
En janvier 1711, le roi Charles XII déclara que la Suède abandonnerait ce calendrier, qui n'était utilisé par aucune autre nation et qui n'avait pas atteint son objectif (d'autant que pour fonctionner, les années 1704 et 1708 n'auraient pas dû être bissextiles, ni aucune autre année avant 1744 lorsque le décalage aurait synchronisé le calendrier suédois avec le calendrier grégorien, mais cela n'a pas été appliqué, le calendrier suédois n'ayant été que le calendrier julien seulement décalé d'1 jour au début), en faveur d'un retour à l'ancien calendrier julien.

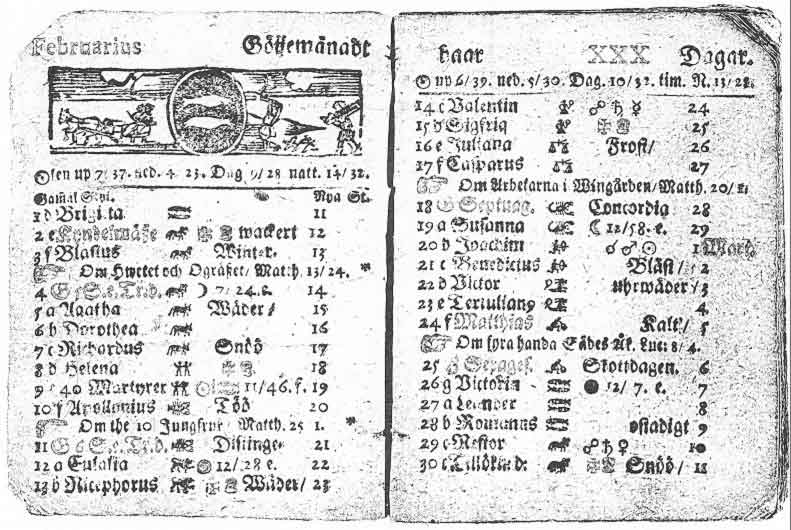
Almanac suédois indiquant trente jours en février 1712.

Pour se resynchroniser avec celui-ci, il fallut rajouter un jour supplémentaire en février en 1712 (correspondant au seul jour du 29 février qui avait été supprimé en 1700 et avait décalé le calendrier julien durant cette période de 12 ans), qui devint ainsi doublement bissextile avec un 30 février (la veille du 1er mars 1712 julien).

## Passage au calendrier grégorien
En 1753, juste l'année suivante de celle que le Royaume-Uni et ses colonies aient passés au calendrier grégorien, la Suède finalement y passa à son tour et un saut de 12 jours fut effectué en faisant immédiatement suivre le 17 février par le 1er mars.
En dépit de ceci, la Suède n'a accepté les règles grégoriennes pour déterminer Pâques qu'en 1844.